# Martti Uosikkinen
Martti Uosikkinen (født 20. august 1909 i Kuopio, død 9. marts 1940) var en finsk gymnast som deltog i de olympiske lege i 1928 i Amsterdam, 1932 i Los Angeles og 1936 i Berlin.
Uosikkinen vandt en bronzemedalje i gymnastik under OL 1932 i Los Angeles. Han var med på det finske hold som kom på en tredjeplads i holdkonkurrencen efter Italien og USA.
Fire år senere vandt han endnu en bronzemedalje i gymnastik under OL 1936 i Berlin. Han var med på det finske hold som kom på en tredjeplads i holdkonkurrencen efter Tyskland og Schweiz.